# 第32回世界遺産委員会

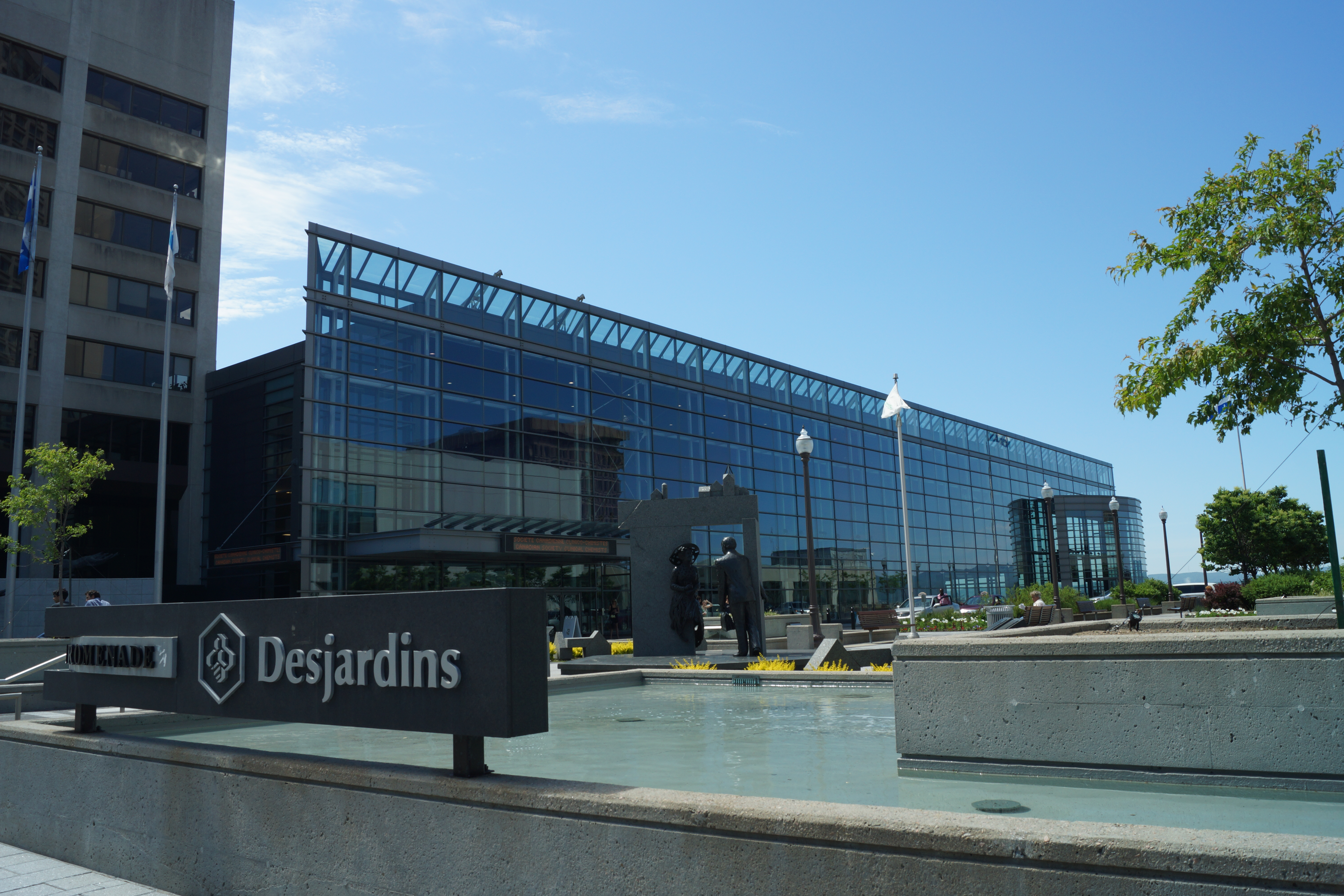
会場となったケベック市コンベンション・センター

第32回世界遺産委員会（だい32かいせかいいさんいいんかい）は、2008年7月2日から10日まで、カナダ・ケベック・シティーのコンベンション・センターで開催された。ケベック・シティーは旧市街の歴史地区が、1985年に世界遺産リストに登録されている都市で、カナダでの委員会開催は第14回世界遺産委員会（バンフ）以来、2度目である。この世界遺産委員会において文化遺産19件、自然遺産8件の計27件が登録された結果、世界遺産リスト登録物件の総数は878件となった。

## 委員国
委員国は以下の通りである。地域区分はUNESCOに従っている。
| 議長国                 | カナダ         | 議長はクリスティーナ・キャメロンである。キャメロンは世界遺産に長く携わってきた専門家であり、その議事進行がスムースであったことを評価する意見がある。 |
| アジア・太平洋         | 韓国           | 副議長国 |
| アジア・太平洋         | 中国           | |
| アジア・太平洋         | オーストラリア | |
| アラブ諸国             | チュニジア     | 副議長国 |
| アラブ諸国             | モロッコ       | |
| アラブ諸国             | エジプト       | |
| アラブ諸国             | バーレーン     | |
| アラブ諸国             | ヨルダン       | |
| アフリカ               | ケニア         | 副議長国 |
| アフリカ               | ナイジェリア   | |
| アフリカ               | マダガスカル   | |
| アフリカ               | モーリシャス   | |
| ヨーロッパ・北アメリカ | イスラエル     | 副議長国 |
| ヨーロッパ・北アメリカ | スウェーデン   | |
| ヨーロッパ・北アメリカ | スペイン       | |
| ヨーロッパ・北アメリカ | アメリカ合衆国 | |
| カリブ・ラテンアメリカ | ペルー         | 副議長国 |
| カリブ・ラテンアメリカ | バルバドス     | 報告担当国。 担当者はアリサンドラ・カミンズ。 |
| カリブ・ラテンアメリカ | ブラジル       | |
| カリブ・ラテンアメリカ | キューバ       | |

## 審議対象の推薦物件一覧
物件名に * 印が付いているものは既に登録されている物件の拡大登録などを示す。太字は正式登録（既存物件の拡大などについては申請用件が承認）された物件。英語名とフランス語名は諮問機関の勧告文書に基づいており、登録時に名称が変更された場合にはその名称を説明文中で太字で示してある。
第32回世界遺産委員会の審議で新規に世界遺産保有国となったのは、サウジアラビア、サンマリノ、バヌアツ、パプアニューギニアの4か国である。なお、今回の審議では、7月6日から7日に審議が行われた物件での逆転登録が相次ぎ、諮問機関の勧告を尊重することや管理計画などを適切に評価すべきことが再認識されたため、8日の審議では逆転登録される例が抑制されたという。

### 自然遺産
| 推薦国・画像 | 推薦名 | 登録基準       | 勧告     | 決議     |
| ------------ | --- | -------------- | -------- | -------- |
| ボリビア     | チュキサカ県スクレ市カル・オルコの株式会社ファブリカ・ナシオナル・デ・セメントス (FANCESA) の採石場 | ――             | 不登録   | ――       |
| ボリビア     | Quarry of the Fabrica Nacional de Cementos S.A.(FANCESA), Cal Orck’O, Sucre, Departamento Chuqisaca | ――             | 不登録   | ――       |
| ボリビア     | Carrière de la Fabrica Nacional de Cementos S.A.(FANCESA), Cal Orck’O, Sucre, Departamento Chuquisaca | ――             | 不登録   | ――       |
| ボリビア     | カル・オルコはスクレ近郊のセメント工業用の採石場で、恐竜の足跡化石を含む白亜紀の化石群が出土した。しかし、自然遺産の諮問機関である国際自然保護連合 (IUCN) は世界遺産としての顕著な普遍的価値を備えているとは認められないとして、「不登録」を勧告した。これを受け、審議前に当該国が取り下げた。 |                |          |          |
| ブルガリア · | ピリン国立公園* | ――             | 承認     | ――       |
| ブルガリア · | Pirin National Park | ――             | 承認     | ――       |
| ブルガリア · | Parc national de Pirin | ――             | 承認     | ――       |
| ブルガリア · | ピリン国立公園（1983年登録）は氷期に形成された地形が見られるピリン山脈に設定された国立公園であり、多彩な自然美や豊かな生態系が評価されている。ブルガリア当局による範囲拡大の申請は、IUCNからは妥当なものと判断されたが、審議前に当該国が申請を取り下げたため、拡大は見送られた。国立公園のほぼ全域へと範囲が拡大されるのは、2010年の第34回世界遺産委員会でのことである。                                                   |                |          |          |
| カナダ       | ジョギンズの化石断崖群 | (8)            | 登録     | 登録     |
| カナダ       | The Joggins Fossil Cliffs | (8)            | 登録     | 登録     |
| カナダ       | Les falaises fossilifères de Joggins | (8)            | 登録     | 登録     |
| カナダ       | ノバスコシア州沿岸部にあるジョギンズの崖は石炭紀に属する96属148種の化石の出土地であり、「石炭紀のガラパゴス」の異名をとる。足跡の化石や、爬虫類として最古に属するヒロノムスなどの化石も出土している。それらの生物が暮らしていた環境は、河口に位置する湾、氾濫原の雨林、沖積平野などであったと考えられている。 |                |          |          |
| 中国         | 三清山国立公園 | (7)            | 登録     | 登録     |
| 中国         | Mount Sanqingshan National Park | (7)            | 登録     | 登録     |
| 中国         | Parc national du mont Sanqingshan | (7)            | 登録     | 登録     |
| 中国         | 三清山の名は、玉京峰、玉華峰、玉座峰の三峰を道教における三清に見立てたものであり、道教の聖地でもある。三清山には、ほかにも人や動物に見立てられている峰や石柱が多くあり、その数は峰が48、石柱が89に及ぶ。滝、湖、森林なども三清山の自然美に寄与しており、霧虹のような気象条件によって変化する美しさも指摘されている。 |                |          |          |
| フランス     | ニューカレドニアの礁湖 : 珊瑚礁の多様性と関連する生態系 | (7), (9), (10) | 登録     | 登録     |
| フランス     | Lagoons of New Caledonia: Reef Diversity and Associated Ecosystems | (7), (9), (10) | 登録     | 登録     |
| フランス     | Les lagons de Nouvelle-Calédonie : diversité récifale et écosystèmes associés | (7), (9), (10) | 登録     | 登録     |
| フランス     | この世界遺産は、世界最大のグレート・バリア・リーフに次ぐ規模のニューカレドニア・バリア・リーフなどを含む6つの海域が対象である。サンゴ礁だけで数百種に及び、魚類は1,600種を超える豊かな生物多様性を持つ海域で、ジュゴンの生息数も世界第3位である。また、はるか昔から積み重なったサンゴ礁には、化石となったものから今も生きているものまであり、オセアニアの自然史研究に大きく寄与している。                                  |                |          |          |
| アイスランド | スルツェイ | (9)            | 登録     | 登録     |
| アイスランド | Surtsey | (9)            | 登録     | 登録     |
| アイスランド | Surtsey | (9)            | 登録     | 登録     |
| アイスランド | スルツェイは海底火山の活動によって1963年から1967年にかけて誕生した島である。この地には、漂着した植物が徐々に定着し、鳥類や無脊椎動物も棲息するようになった。そして、無人島のまま保護されたため、動植物の定着などの生態学的過程を観察する上で重要な地域となっている。シンクヴェトリル国立公園（2004年登録）に続くアイスランドの2件目の世界遺産として、また同国初の自然遺産として登録を果たした。                            |                |          |          |
| イタリア     | フレグレイ平野の緩慢地動 | ――             | 不登録   | ――       |
| イタリア     | Bradyseism in Phlegraean Area | ――             | 不登録   | ――       |
| イタリア     | Bradyséisme dans les champs phlégréens | ――             | 不登録   | ――       |
| イタリア     | この推薦物件は、バイア海中公園、ガイオラ海中公園、ポッツォーリの市場遺跡という、海中に没したローマ遺跡も含めて、隆起と沈降の影響をとどめる3件から構成されている。IUCNは、これらの考古遺跡が自然遺産基準には適合しないとする一方、ICOMOSの所見を踏まえ、構成資産の再検討によって文化遺産として登録される余地があることを助言した。勧告を受けて、当該国は推薦を取り下げた。                                                  |                |          |          |
| カザフスタン | サリヤルカ - 北カザフスタンのステップと湖群 | (9), (10)      | 登録     | 登録     |
| カザフスタン | Saryarka - Steppe and Lakes of Northern Kazakhstan | (9), (10)      | 登録     | 登録     |
| カザフスタン | Saryarka - Steppe et lacs du Kazakhstan septentrional | (9), (10)      | 登録     | 登録     |
| カザフスタン | この世界遺産はナウルズム国立自然保護区とコルガルジュン国立自然保護区から成る。アフリカ、ヨーロッパ、南アジア、シベリアといった広範囲の渡り鳥たちの中継地点として機能しており、観察される鳥類にはソデグロヅル、ハイイロペリカン、キガシラウミワシなどの絶滅が危惧されている種も含まれる。カザフスタンにとっては3件目の世界遺産であり、初の自然遺産となった。                                                                |                |          |          |
| メキシコ     | オオカバマダラ生物圏保護区 | (7)            | 登録延期 | 登録     |
| メキシコ     | Monarch Butterfly Biosphere Reserve | (7)            | 登録延期 | 登録     |
| メキシコ     | Réserve de biosphère du papillon monarque | (7)            | 登録延期 | 登録     |
| メキシコ     | 対象は、メキシコシティ北西に設定されたオオカバマダラの保護区である。オオカバマダラは越冬のために世代交代をしつつ、北アメリカからこの地へと渡ってくる蝶で、正確な生態については未解明の部分も残っている。多いときには約10億匹の蝶が保護区に飛来し、木々が蝶のオレンジ色で埋め尽くされ、木の枝が重みでしなることもある。世界遺産登録理由は、渡りをする蝶の密集という特異な自然現象によっている。                             |                |          |          |
| モンゴル     | フブスグル湖とその分水界 | ――             | 不登録   | 不登録   |
| モンゴル     | Hovsgol Lake and its Watershed | ――             | 不登録   | 不登録   |
| モンゴル     | Lac d’Hovsgol et son bassin versant | ――             | 不登録   | 不登録   |
| モンゴル     | フブスグル湖はモンゴル北部の古代湖であり、その形成史と生物多様性から推薦されたが、この湖が属するバイカル・リフト・ゾーンには、古さ、規模、生態系の重要さなどの面で凌駕するバイカル湖（ロシア、1996年登録）が存在していることなどから、「不登録」が勧告された。モンゴル当局は推薦を取り下げずに審議に臨んだ。そこでは国家・地域のレベルでの重要性は認められたが、世界遺産としての価値は認められず、「不登録」と決議された。 |                |          |          |
| ロシア       | 「プトラナ台地」の複雑な自然 | ――             | 登録延期 | 登録延期 |
| ロシア       | “The Putorana Plateau” Nature Complex | ――             | 登録延期 | 登録延期 |
| ロシア       | Complexe naturel du « plateau de Putorana » | ――             | 登録延期 | 登録延期 |
| ロシア       | プトラナ台地は中央シベリア高原にあり、1987年からはプトランスキー国家自然保護区が設定されている。この年の推薦では登録が認められず、2010年の第34回世界遺産委員会で正式登録が認められることになる。 |                |          |          |
| スイス       | スイスの活発な地殻変動地域サルドナ | (8)            | 登録     | 登録     |
| スイス       | Swiss Tectonic Arena Sardona | (8)            | 登録     | 登録     |
| スイス       | Haut lieu tectonique suisse Sardona | (8)            | 登録     | 登録     |
| スイス       | スイスのサルドナ山を中心とする3,000m級の7峰がそびえるグラールス・アルプス一帯が対象である。この地域は造山運動が顕著であったことから、大規模な衝上断層を観察できる。プレートの衝突による地殻変動の姿は、プレートテクトニクス理論を検証する観点からの意義も大きいと指摘されている。 |                |          |          |
| イエメン     | ソコトラ諸島 | (10)           | 登録     | 登録     |
| イエメン     | Socotra Archipelago | (10)           | 登録     | 登録     |
| イエメン     | Archipel de Socotra | (10)           | 登録     | 登録     |
| イエメン     | ソコトラ諸島は「インド洋のガラパゴス」と言われるほどに固有種が多く、爬虫類や陸生貝類に関しては、いずれも9割以上を固有種が占める。また、渡り鳥も含めて192種が確認されている鳥類には、絶滅危惧種が多く含まれている。 |                |          |          |

### 文化遺産
| 推薦国・画像               | 推薦名 | 登録基準      | 勧告     | 決議     |
| -------------------------- | --- | ------------- | -------- | -------- |
| アルバニア                 | ベラトとジロカストラの歴史地区群 - バルカン地方の保存状態の良いオスマン帝国期集落群の傑出した例証である南アルバニアの都市群* | (3), (4)      | 情報照会 | 登録     |
| アルバニア                 | Historic Centres of Berat and Gjirokastra – Towns of southern Albania, exceptional testimonies of well-preserved Ottoman settlements in the Balkan region | (3), (4)      | 情報照会 | 登録     |
| アルバニア                 | Les centres historiques de Berat et de Gjirokastra (villes du sud de l'Albanie, témoignages exceptionnels d'établissements bien préservés de l'époque Ottomane dans les Balkans) | (3), (4)      | 情報照会 | 登録     |
| アルバニア                 | 「ジロカストラの博物館都市」（2005年登録）の拡大登録である。ジロカストラ（ギロカストラ）は13世紀に起源を持つ要塞都市で、オスマン帝国領だった時代のモスクやバザールが残るほか、特徴的な屋根の伝統的家屋が並んでいる。他方、拡大対象となったベラトの起源は紀元前4世紀だが、街並みはオスマン帝国時代のものが残されている。正式登録に当たり、推薦時より簡略な「ベラトとジロカストラの歴史地区群」という名称になった。 |               |          |          |
| アルゼンチン               | ブエノスアイレスの文化的景観 | ――            | 不登録   | ――       |
| アルゼンチン               | Cultural Landscape of Buenos Aires | ――            | 不登録   | ――       |
| アルゼンチン               | Paysage culturel de Buenos Aires | ――            | 不登録   | ――       |
| アルゼンチン               | ブエノスアイレスは16世紀の植民都市に始まり、19世紀末から20世紀の多くの移民の流入などを経験したことから、地形と調和しつつ、多様な文化の交流を育んだ都市として推薦された。しかし、数多くある類似の都市にくらべた顕著な価値を見出せないなどとして、文化遺産の諮問機関である国際記念物遺跡会議 (ICOMOS) は「不登録」を勧告した。この物件は当該国が一度取り下げた後、審議総数の都合で再び議題に上りかけたが、当該国の要望で翌年の審議延期が決まった。 |               |          |          |
| ブラジル                   | サン・クリストヴァンの町のサン・フランシスコ広場 | ――            | 登録延期 | 情報照会 |
| ブラジル                   | São Francisco Square in the city of São Cristóvão | ――            | 登録延期 | 情報照会 |
| ブラジル                   | Place São Francisco dans la ville de São Cristóvão | ――            | 登録延期 | 情報照会 |
| ブラジル                   | ポルトガルとスペインの同君統治時代に建設されたサン・クリストヴァンには、両国の建築様式の融合が見られる。その中でも政治・宗教の中心であった山の手にあるサン・フランシスコ広場は、街の歴史的建造物が集まっている場所である。委員会審議では、その価値について好意的な評価も寄せられたが、管理面などの不備を理由として登録が見送られ、翌年、ブラジルが議長国となる第34回世界遺産委員会で登録されることになる。 |               |          |          |
| カンボジア                 | プレアヴィヒア寺院の聖地 | (1)           | 登録     | 登録     |
| カンボジア                 | The Sacred Site of the Temple of Preah Vihear | (1)           | 登録     | 登録     |
| カンボジア                 | Le site sacré du temple de Preah Vihear | (1)           | 登録     | 登録     |
| カンボジア                 | プレアヴィヒア寺院は11世紀に創建されたヒンドゥー教寺院である。周囲の自然環境とともに聖域を形成し、石造彫刻の質の高さも評価されている。前年の第31回世界遺産委員会で登録が相当とされながら、タイとの国境問題に関わることから登録が棚上げになっていた。今回の登録では両国の合意に基づき、カンボジア領の寺院そのものだけを登録し、聖地全体の登録は先送りとする方法が採られたが、この合意へのタイの反対世論の盛り上がりが、タイとカンボジアの国境紛争につながってしまった。登録名は「プレアヴィヒア寺院」、適用された登録基準は (1) である。                          |               |          |          |
| 中国                       | 福建土楼 | (3), (4), (5) | 登録     | 登録     |
| 中国                       | Fujian Tulou | (3), (4), (5) | 登録     | 登録     |
| 中国                       | Tulou de Fujian | (3), (4), (5) | 登録     | 登録     |
| 中国                       | 福建省に残る46棟の土楼が対象となっている。複数階を持ち、円形や方形に築かれたそれらの土楼は、客家が12世紀から20世紀に作り上げたものであり、防衛機能を持たせつつ、共同生活を営めるように設計されている。山間部に築かれ、周囲に米や茶の農地が開かれており、風水に基づくことで、そうした農業景観とも調和している。 |               |          |          |
| クロアチア                 | スタリー・グラード平原 | (2), (3), (5) | 情報照会 | 登録     |
| クロアチア                 | The Stari Grad Plain | (2), (3), (5) | 情報照会 | 登録     |
| クロアチア                 | La plaine de Stari Grad | (2), (3), (5) | 情報照会 | 登録     |
| クロアチア                 | フヴァル島のスタリー・グラード平原には、ブドウやオリーブなどが栽培されてきた農地が広がっている。その起源は、紀元前4世紀にパロス島からこの島へと入植したギリシャ人たちにあり、その伝統的な農業景観が良好に保存されていることが評価された。クロアチアでは初の文化的景観の登録である。 |               |          |          |
| キューバ ·                 | カマグエイ歴史地区 | (4), (5)      | 登録     | 登録     |
| キューバ ·                 | Historic Centre of Camagüey | (4), (5)      | 登録     | 登録     |
| キューバ ·                 | Centre historique de Camagüey | (4), (5)      | 登録     | 登録     |
| キューバ ·                 | カマグエイは、キューバの植民都市の中では最古の部類に属する。このため、後にラテンアメリカで一般化する碁盤目状の街路を基本とする植民都市とは異なり、入り組んだ路地などで構成されている。主要な交易路から外れた場所に発達した経済的中心都市という点にも特色があり、新古典主義建築やアール・デコなど、時代ごとの様々な様式の建造物が見られる。 |               |          |          |
| チェコ ·                   | ルハチョヴィツェの温泉保養地とその歴史的温泉関連建造物群 | ――            | 登録延期 | 登録延期 |
| チェコ ·                   | Spa of Luhačovice – area with a collection of historic spa buildings and spa-related facilities | ――            | 登録延期 | 登録延期 |
| チェコ ·                   | Station thermale de Luhačovice et son ensemble de bâtiments et d’équipements historiques de thermalisme | ――            | 登録延期 | 登録延期 |
| チェコ ·                   | ルハチョヴィツェは温泉保養地として19世紀から20世紀半ばに建てられた様々な関連建造物群が残っている。しかし、ICOMOSは顕著な普遍的価値が示されていないことなどの諸問題を指摘し、登録延期を勧告した。この勧告は、委員会審議でも覆ることはなかった。 |               |          |          |
| 北朝鮮                     | 開城の歴史的建造物群と遺跡群 | ――            | 登録延期 | 登録延期 |
| 北朝鮮                     | Historic Monuments and Sites in Kaesong | ――            | 登録延期 | 登録延期 |
| 北朝鮮                     | Monuments et sites historiques de Kaesong | ――            | 登録延期 | 登録延期 |
| 北朝鮮                     | 開城市は高麗時代の首都であり、当時を偲ぶ満月台（王宮）、城壁や南大門、天文観測施設だった瞻星台、儒教の教育機関、王陵である王建王陵などが残る。この推薦物件は、2013年の第37回世界遺産委員会で正式登録されることになる。 |               |          |          |
| フランス                   | ヴォーバンの作品 | (1), (2), (4) | 登録     | 登録     |
| フランス                   | The work of Vauban | (1), (2), (4) | 登録     | 登録     |
| フランス                   | L’oeuvre de Vauban | (1), (2), (4) | 登録     | 登録     |
| フランス                   | この世界遺産は、ルイ14世の時代の築城の名手セバスティアン・ル・プレストル・ド・ヴォーバンが手がけた防衛施設群の中でも、特に優れた12件を対象としている。選ばれた12件は、山間部、平原、都市など、多様な条件下で建設されたものが含まれている。彼の要塞建築は、後の世界の要塞建築への影響も非常に大きかった。正式登録に際して「ヴォーバンの防衛施設群」 (Fortifications of Vauban / Fortifications de Vauban) と改称された。 |               |          |          |
| ドイツ                     | ベルリン近代様式の集合住宅群 | (2), (4)      | 登録     | 登録     |
| ドイツ                     | Housing Estates in the Berlin Modern Style | (2), (4)      | 登録     | 登録     |
| ドイツ                     | Cités du style moderne de Berlin | (2), (4)      | 登録     | 登録     |
| ドイツ                     | 対象は1910年から1933年に建設された集合住宅6棟で、主にワイマール共和国時代の住宅政策の革新性と結びついている。中心的に関わったのは、ヴァルター・グロピウス、ブルーノ・タウト、マルティン・ヴァグナーなどで、低所得者向けの住宅環境改善を志向した設計が反映されている。後の世界の集合住宅への影響は大きく、日本の同潤会アパートもそうした一例である。登録に際し、名称が「ベルリンのモダニズム集合住宅群」 (Berlin Modernism Housing Estates / Cités du modernisme de Berlin) と若干変化した。                                                                      |               |          |          |
| ハンガリー/ · スロバキア · | コマールノとコマーロムにおけるドナウ・ヴァーフ合流点の要塞システム | ――            | 不登録   | ――       |
| ハンガリー/ · スロバキア · | System of Fortification at the Confluence of the Rivers Danube and Váh in Komárno – Komárom | ――            | 不登録   | ――       |
| ハンガリー/ · スロバキア · | Système de fortifications au confluent des fleuves Danube et Váh à Komárno – Komárom | ――            | 不登録   | ――       |
| ハンガリー/ · スロバキア · | コマールノとコマーロムはドナウ川をはさんで向かい合った都市であり、その発展は相互に結びついていた。推薦されたのは、16世紀から建設され始め、19世紀までに拡充されていった様々な要塞群である。しかし、ICOMOSは古い要素の残存が限定的で、多くは19世紀の要素であることなどから、不登録を勧告した。これを受けて、審議前に当該国が取り下げた。 |               |          |          |
| インド                     | カールカー＝シムラー鉄道（インドの山岳鉄道群の拡大）* | (2), (4)      | 承認     | 承認     |
| インド                     | Kalka Shimla Railway (extension to Mountain Railways of India) | (2), (4)      | 承認     | 承認     |
| インド                     | Chemin de fer de Kalka à Shimla (Extension des chemins de fer de montagne en Inde) | (2), (4)      | 承認     | 承認     |
| インド                     | ダージリン・ヒマラヤ鉄道（1999年登録）、ニルギリ山岳鉄道（2005年拡大登録）から構成されるインドの山岳鉄道群に、カールカー＝シムラー鉄道が加わった。19世紀に着工されたカールカー＝シムラー鉄道は、その名の通りカールカー（ハリヤーナー州、標高656m）・シムラー（ヒマーチャル・プラデーシュ州、標高2,075m）間の96.6kmをつなぐ路線で、山岳鉄道の先駆的な事例とされている。世界遺産登録名自体は「インドの山岳鉄道群」で変化はない。 |               |          |          |
| インド                     | アッサム地方ブラマプトラ川の中洲マジュリ | ――            | 登録延期 | 登録延期 |
| インド                     | River Island of Majuli in midstream of Brahmaputra River in Assam | ――            | 登録延期 | 登録延期 |
| インド                     | Île fluviale de Majuli sur le Brahmapoutre en Assam | ――            | 登録延期 | 登録延期 |
| インド                     | マジュリ島には、舞踊劇サトリヤに代表される独自の文化を持つ僧院サトラがあり、16世紀のヒンドゥー教改革運動でも中心的な役割を担った。当初は審議件数の上限との兼ね合いでこの年の審議は見送られる予定だったが、他の取り下げ案件の都合上、一転して審議されることになった。第30回世界遺産委員会では「情報照会」決議であったが、非公開の投票に持ち込まれた今回は、逆に一段階下がって「登録延期」決議となった（諮問機関の勧告は前回も今回も「登録延期」）。 |               |          |          |
| インドネシア               | バリ州の文化的景観 | ――            | 登録延期 | 登録延期 |
| インドネシア               | Cultural Landscape of Bali Province | ――            | 登録延期 | 登録延期 |
| インドネシア               | Paysage culturel de la province de Bali | ――            | 登録延期 | 登録延期 |
| インドネシア               | バリ州にはバリ・ヒンドゥーの思想とも結びついたスバックという水利管理組合が存在し、そのスバックを単位として維持されているのがバリの棚田群である。しかし、ICOMOSは文化的景観と位置づけることの妥当性について、厳しく判断するようになっており、この委員会での登録は見送られた。2012年の第36回世界遺産委員会で登録されることになる。 |               |          |          |
| イラン                     | イラン領アゼルバイジャンのアルメニア人修道院建造物群 | (2), (3), (6) | 登録     | 登録     |
| イラン                     | The Armenian Monastic Ensembles in Iranian Azarbayjan | (2), (3), (6) | 登録     | 登録     |
| イラン                     | Les ensembles monastiques arméniens de l’Azerbaïdjan iranien | (2), (3), (6) | 登録     | 登録     |
| イラン                     | この世界遺産は、聖タデウス修道院、聖ステファノス修道院、ゾルゾル修道院の聖マリア礼拝堂の3件で構成される。アルメニア正教の信仰を伝えるとともに、その建築様式には他の地域との文化交流が投影されている。登録に際して、「イランのアルメニア人修道院建造物群」 (Armenian Monastic Ensembles of Iran / Ensembles monastiques arméniens de l'Iran) と改称された。 |               |          |          |
| イスラエル                 | ダンの三連アーチ門 | ――            | 登録     | 情報照会 |
| イスラエル                 | Triple-arch Gate at Dan | ――            | 登録     | 情報照会 |
| イスラエル                 | Porte aux trois arches de Dan | ――            | 登録     | 情報照会 |
| イスラエル                 | テル・ダンはヘルモン山の麓に位置した古代のテル（遺丘）である。そこに残されたアーチ状構造物が並んだ門は、古代の優れた技術的遺産として委員会審議でも登録が妥当と認定されたが、法的・技術的状況などの確認のために「情報照会」決議となった。なお、第33回、第34回、第35回の審議でも引き続き先送りされ、第36回以降では議題から外れた。 |               |          |          |
| イスラエル                 | ハイファと西ガリラヤのバハイ教聖地群 | (3), (6)      | 登録     | 登録     |
| イスラエル                 | Bahá’i Holy Places in Haifa and Western Galilee | (3), (6)      | 登録     | 登録     |
| イスラエル                 | Lieux saints bahá’is à Haïfa et en Galilée occidentale | (3), (6)      | 登録     | 登録     |
| イスラエル                 | 19世紀に成立したバハイ教の聖地となっているハイファとアッコ周辺は、信徒たちが巡礼に訪れる地である。この遺産はバーブ廟、バハーウッラー廟、新古典主義建築の研究センターなど、11か所26資産で構成されている。 |               |          |          |
| イタリア                   | マントヴァとサッビオネータ | (2), (3)      | 登録     | 登録     |
| イタリア                   | Mantua and Sabbioneta | (2), (3)      | 登録     | 登録     |
| イタリア                   | Mantoue et Sabbioneta | (2), (3)      | 登録     | 登録     |
| イタリア                   | この世界遺産は、ゴンザーガ家が支配し、ルネサンス理想都市の理念を投影した2つの都市で構成される。マントヴァは古くからある都市をルネサンス様式で拡充した例として、サッビオネータは16世紀に新たに建設された計画都市としての特色を備えている。委員会審議では、既登録物件も含めて他にも多くある「ルネサンス都市」という理由でこの2都市のみを登録することへの疑問を表明する委員もいたが、勧告通りに登録が認められた。 |               |          |          |
| 日本                       | 平泉 - 浄土思想を基調とする文化的景観 | ――            | 登録延期 | 登録延期 |
| 日本                       | Hiraizumi - Cultural Landscape Associated with Pure Land Buddhist Cosmology | ――            | 登録延期 | 登録延期 |
| 日本                       | Hiraizumi – Paysage culturel associé à la cosmologie bouddhiste de la Terre Pure | ――            | 登録延期 | 登録延期 |
| 日本                       | 奥州藤原氏が築いた平泉の文化遺産群9件を文化的景観として推薦したものだったが、ICOMOSからは構成資産の再考と絞込みを勧告され、逆転での登録には至らなかった。平泉は構成資産やアプローチを再構成した上で、2011年の第35回世界遺産委員会で登録されることになる。 |               |          |          |
| ケニア ·                   | ミジケンダのカヤの聖なる森林群 | (3), (5), (6) | 情報照会 | 登録     |
| ケニア ·                   | Sacred Mijikenda Kaya Forests | (3), (5), (6) | 情報照会 | 登録     |
| ケニア ·                   | Les forêts sacrées de Kaya des Mijikenda | (3), (5), (6) | 情報照会 | 登録     |
| ケニア ·                   | ケニアのインド洋沿いの地域に広がる11の「カヤ」を対象としている。カヤに含まれるのは、16世紀以降ミジケンダが伝統的な文化や信仰と結びつけて培ってきた森林と集落であり、1940年代に放棄された後も、長老たちによって守られている。前年の第31回世界遺産委員会で「情報照会」決議が出されており、今回の再審議でも勧告は「情報照会」だったが、逆転での正式登録となった。 |               |          |          |
| キルギス                   | 聖なる山スライマン＝トー | ――            | 情報照会 | 情報照会 |
| キルギス                   | Sulamain-Too[sic] Sacred Mountain | ――            | 情報照会 | 情報照会 |
| キルギス                   | Montagne sacrée de Sulaimain-Too[sic] | ――            | 情報照会 | 情報照会 |
| キルギス                   | スライマン＝トーはキルギスのオシ近郊にある古来神聖な場所として崇拝されてきた山で、イスラームの流入によってモスクなども建てられたが、この山では伝統的な信仰も残り続けている。中央アジアにしばしば見られる伝統宗教とイスラームが混在する聖なる山の優れた例証として前年の第31回世界遺産委員会で推薦されたときには「情報照会」決議となっており、今回も同様の決議にとどまった。正式な登録は翌年の第33回世界遺産委員会でのことである。 |               |          |          |
| マレーシア                 | マラッカ海峡の歴史都市群 : ムラカとジョージタウン | (2), (3), (4) | 情報照会 | 登録     |
| マレーシア                 | Historic Cities of the Straits of Malacca: Melaka and George Town | (2), (3), (4) | 情報照会 | 登録     |
| マレーシア                 | Villes historiques du détroit de Malacca : Melaka et George Town | (2), (3), (4) | 情報照会 | 登録     |
| マレーシア                 | ムラカとジョージタウンは、ともにマラッカ海峡に面しており、交易上の重要拠点としての位置から、洋の東西を問わず、様々な文化的影響を受けてきた。ムラカには、マラッカ王国がポルトガルやオランダの支配を受けたことを伝える建造物群が残り、ジョージタウンには、特に18世紀末以降にイギリスの支配を受けたことを伝える建造物群が残る。なお、登録名称は「ムラカとジョージタウン、マラッカ海峡の歴史都市群」(Melaka and George Town, Historic Cities of the Straits of Malacca / Melaka et George Town, villes historiques du détroit de Malacca) と語順などが微調整された。 |               |          |          |
| モーリシャス               | ル・モーンの文化的景観 | (3), (6)      | 登録     | 登録     |
| モーリシャス               | Le Morne Cultural Landscape | (3), (6)      | 登録     | 登録     |
| モーリシャス               | Paysage culturel du Morne | (3), (6)      | 登録     | 登録     |
| モーリシャス               | モーリシャスは18世紀から19世紀にかけて奴隷貿易の中継地となっていた。ル・モーンはその時期に逃亡奴隷（マルーン）たちが隠れ住むのに使った岩山である。岩山にはマルーンたちが共同生活を営んだ跡が残り、自由を求めた戦いや、そこで命を落とした人々の歴史を伝えている。モーリシャスの世界遺産としては、アープラヴァシ・ガート（2006年登録）に続く2件目の世界遺産である。 |               |          |          |
| メキシコ                   | サン・ミゲルの要塞都市とヘスス・ナサレノ・デ・アトトニルコの聖地 | (2), (4)      | 登録     | 登録     |
| メキシコ                   | Protective town of San Miguel and the Sanctuary of Jesús de Nazareno de Atotonilco | (2), (4)      | 登録     | 登録     |
| メキシコ                   | Ville protégée de San Miguel et sanctuaire de Jésus de Nazareth de Atotonilco | (2), (4)      | 登録     | 登録     |
| メキシコ                   | サン・ミゲル・デ・アジェンデの歴史地区は、16世紀に建設された要塞都市に起源を持ち、王の道防衛を目的としていた。世界遺産登録にあたっては、最盛期である18世紀に建設されたバロック様式から新古典主義様式に移行する建造物群を含み、メキシカン・バロック様式の優れた例であることが評価された。ヘスス・ナサレノ・デ・アトトニルコの聖地は、そこから14km離れた場所で18世紀に形成され、ヨーロッパ文化とラテンアメリカ文化の交流を示す優れた聖堂や礼拝堂が残されている。                                                                                                   |               |          |          |
| ニカラグア                 | レオン大聖堂 | ――            | 情報照会 | 情報照会 |
| ニカラグア                 | León Cathedral | ――            | 情報照会 | 情報照会 |
| ニカラグア                 | Cathédrale de León | ――            | 情報照会 | 情報照会 |
| ニカラグア                 | 18世紀半ばから19世紀初頭に建築されたバロック様式と新古典主義様式の折衷による建物で、自然光を活用した内装にも特色がある。この委員会での登録は見送られたが、2011年の第35回世界遺産委員会で正式登録されることになる。 |               |          |          |
| パプアニューギニア         | クックの初期農業遺跡 | (3), (4)      | 登録     | 登録     |
| パプアニューギニア         | Kuk Early Agricultural Site | (3), (4)      | 登録     | 登録     |
| パプアニューギニア         | L’ancien site agricole de Kuk | (3), (4)      | 登録     | 登録     |
| パプアニューギニア         | クックはニューギニア島最古の農業遺跡で、7,000年から10,000年ほど前に農耕が始まっていたことや、6,500年前にバナナが栽培されていたことなどが判明している。クックは海抜1,500mの湿地帯にあり、土壌改良や干拓の痕跡も残っている。独自の農業の発祥から、数千年にわたる農法の変遷を伝える重要な遺跡であることが評価され、パプアニューギニア初の世界遺産となった。 |               |          |          |
| サンマリノ                 | サンマリノの歴史地区とティターノ山 | (3)           | 情報照会 | 登録     |
| サンマリノ                 | San Marino Historic Centre and Mount Titano | (3)           | 情報照会 | 登録     |
| サンマリノ                 | Centre historique de Saint-Marin et mont Titano | (3)           | 情報照会 | 登録     |
| サンマリノ                 | ティターノ山の頂上付近に築かれたサンマリノ市には、現存する共和国の中で世界最古といわれる13世紀以来の都市国家の街並みや防衛施設が残されている。歴史地区には中世・近世の修道院や近代の劇場、市庁舎、聖堂などが残るが、山上に築かれたという事情から、産業革命以降の都市化の影響からは距離を置く形で存続している。「情報照会」決議からの逆転で、サンマリノ初の世界遺産として登録を果たした。 |               |          |          |
| サウジアラビア             | アル＝ヒジュルの考古遺跡（マダイン・サーレハ） | (2), (3)      | 情報照会 | 登録     |
| サウジアラビア             | Al-Hijr Archaeological Site (Madâin Sâlih) | (2), (3)      | 情報照会 | 登録     |
| サウジアラビア             | Site archéologique de Al-Hijr (Madain Salih) | (2), (3)      | 情報照会 | 登録     |
| サウジアラビア             | アル＝ヒジュルは「岩だらけの場所」を意味する考古遺跡で、サウジアラビア北西部に残っている。クルアーンの「アル・ヒジュル」、「夜」などにも神罰を受けた町として登場する。別名マダイン・サーレハは「預言者サーリフの町」という意味である。主たる考古遺跡は紀元前1世紀から1世紀のナバテア王国のもので、北のペトラとともに同王国の遺跡としては、最大級の規模を持つ。その建造物群は技術の高さを示しており、ことに水利技術が高度な水準にあったことを伝えている。なお、ほかにナバテア以前の岩絵なども残されている。                                                       |               |          |          |
| スロバキア                 | カルパティア山脈地域のスロバキア側の木造教会群 | (3), (4)      | 登録     | 登録     |
| スロバキア                 | Wooden Churches of the Slovak part of Carpathian Mountain Area | (3), (4)      | 登録     | 登録     |
| スロバキア                 | Églises en bois de la partie slovaque de la zone des Carpates | (3), (4)      | 登録     | 登録     |
| スロバキア                 | カルパティア山脈地域のスロバキア領内には約50棟の木造聖堂が残っているが、プレショウ県、ジリナ県、バンスカー・ビストリツァ県、コシツェ県の4件に点在する8棟が対象になっている。内訳はローマ・カトリック2件、プロテスタント3件、東方教会3件で、中央ヨーロッパにおいてラテン文化、ビザンティン文化の融合と地域的受容の様子を伝えるものとなっている。 |               |          |          |
| スペイン                   | スペイン北部の旧石器時代洞窟壁画（「アルタミラ洞窟」の拡大）* | (1), (3)      | 承認     | 承認     |
| スペイン                   | Palaeolithic Cave Art of Northern Spain (extension to Altamira Cave) | (1), (3)      | 承認     | 承認     |
| スペイン                   | Art rupestre paléolithique du nord de l’Espagne (Extension de la grotte d’Altamira) | (1), (3)      | 承認     | 承認     |
| スペイン                   | 19世紀に発見され、「旧石器時代のシスティーナ」の異名をとる「アルタミラ洞窟」（1985年登録）に、洞窟壁画の描かれた17か所の洞窟群を拡大登録するものである。これらの洞窟壁画は、その絶頂期にあたる35,000年前から11,000年前の優れた芸術性を伝えている。拡大後の正式登録名は「アルタミラ洞窟とスペイン北部の旧石器時代洞窟壁画」(Cave of Altamira and Paleolithic Cave Art of Northern Spain / La grotte d'Altamira et art rupestre paléolithique du nord de l'Espagne ) となった。                                                                                    |               |          |          |
| スイス/ イタリア           | レーティッシュ鉄道アルブラ線・ベルニナ線と周辺の景観 | (2), (4)      | 登録     | 登録     |
| スイス/ イタリア           | Rhaetian Railway in the Albula / Bernina Cultural Landscape | (2), (4)      | 登録     | 登録     |
| スイス/ イタリア           | Chemin de fer rhétique dans le paysage culturel de l’Albula et de la Bernina | (2), (4)      | 登録     | 登録     |
| スイス/ イタリア           | レーティッシュ鉄道のうち、20世紀初頭に開通したアルブラ線とベルニナ線が主な対象である。いずれも、山間の生活状況を改善することに大きく寄与した鉄道であり、当時の技術水準が周辺の景観と調和しつつ保存されている例となっている。世界遺産登録範囲外の景観は、緩衝地域に含まれるが、それを3段階に分類している点が特徴的である。 |               |          |          |
| イギリス                   | アントニヌスの長城（「ローマ帝国の国境線」の拡大）* | (2), (3), (4) | 承認     | 承認     |
| イギリス                   | The Antonine Wall (extension to the Frontiers of the Roman Empire) | (2), (3), (4) | 承認     | 承認     |
| イギリス                   | Le mur d’Antonin (Extension des Frontières de l’Empire romain) | (2), (3), (4) | 承認     | 承認     |
| イギリス                   | ハドリアヌスの長城（イギリス、1987年登録）、リーメス（ドイツ、2005年拡大登録）で構成されるローマ帝国の国境線に、スコットランドのアントニヌスの長城を拡大登録したものである。アントニヌスの長城は2世紀に建造された全長60km、高さ3 - 4mの城壁だが、現在までに城壁は緑に覆われている。この拡大登録には、イギリスをはじめとする5つの国が、「ローマ帝国の国境線」の拡大登録推進のために結成したグループ「ブラチスラバグループ」の活動が寄与している。世界遺産としての正式登録名は「ローマ帝国の国境線」で変化はない。                                                 |               |          |          |
| バヌアツ                   | ロイ・マタ首長の領地 | (3), (5), (6) | 登録延期 | 登録     |
| バヌアツ                   | Chief Roi Mata’s Domain | (3), (5), (6) | 登録延期 | 登録     |
| バヌアツ                   | Domaine du chef Roi Mata | (3), (5), (6) | 登録延期 | 登録     |
| バヌアツ                   | 1600年ごろにエファテ島に紛争の終結と社会改革をもたらした首長ロイ・マタにゆかりのある同島およびレレパ島、レトカ島の3島の史跡が対象である。 エファテには今なお神聖視されるロイ・マタの住居があり、レレパには彼が最期を迎えたとされるフェルス洞窟がある。レトカ島は殉死者たちとともに彼が埋葬された島である。これらは口承との結びつきも顕著であり、今も社会規範として受け継がれているロイ・マタの言行と関わっている。バヌアツ初の世界遺産である。 |               |          |          |

## 危機遺産
危機にさらされている世界遺産（危機遺産）リストについては、そこから除去される物件も、そこに新規記載される物件もなかった。そのため、危機遺産の総数は前年と同じ30件のままである。
危機遺産リスト記載物件の中では、前年に引き続いてドレスデン・エルベ渓谷の扱いに、多くの時間が割かれた。最終的な結論は翌年に持ち越されたが、建設がすでに始まっていることもあり、このまま工事が中止されなければ、翌年に世界遺産リストから抹消されることが決められた（実際に、翌年の第33回世界遺産委員会で抹消されることになる）。

## 強化モニタリング
危機遺産の増加はなかったが、前年から導入された強化モニタリング対象として、以下の4件が新規に追加された。いずれの理由も都市開発など、範囲内や近隣の開発への懸念が示されたものだが、特に問題となったのは月の港ボルドーである。前年の登録時点で高く評価されていた要素の一つであった旋回橋が取り壊されたことと、代替となる橋の建設計画が持ち上がっていることが問題となり、翌年以降の世界遺産リストからの抹消の可能性もはっきり示された。
| 画像 | 登録名                     | 保有国         | 世界遺産登録年 |
| ---- | -------------------------- | -------------- | -------------- |
|      | マチュ・ピチュの歴史保護区 | ペルー         | 1983年         |
|      | トンブクトゥ               | マリ           | 1988年         |
|      | サマルカンド - 文明交差路  | ウズベキスタン | 2001年         |
|      | 月の港ボルドー             | フランス       | 2007年         |

## 登録基準の変更
以下2件の適用される世界遺産登録基準について、差し替えや追加が行われた。
| 画像 | 登録名                       | 保有国         | 登録年          | 旧基準             | 新基準             |
| ---- | ---------------------------- | -------------- | --------------- | ------------------ | ------------------ |
|      | ウルル＝カタ・ジュタ国立公園 | オーストラリア | 1987年 / 1994年 | (5), (6), (7), (9) | (5), (6), (7), (8) |
|      | フレーザー島                 | オーストラリア | 1992年          | (7), (9)           | (7), (8), (9)      |

## 軽微な変更
以下の通り、軽微な変更が行われた。
|  | 登録名                                                                 | 保有国                 | 変更内容             |
|  | ---------------------------------------------------------------------- | ---------------------- | -------------------- |
|  | ヴォルビリスの考古遺跡                                                 | モロッコ               | 緩衝地域の設定       |
|  | ヒルデスハイムの聖マリア大聖堂と聖ミカエル聖堂                         | ドイツ                 | 緩衝地域の設定・拡大 |
|  | ランメルスベルク鉱山と歴史都市ゴスラー                                 | ドイツ                 | 緩衝地域の拡大       |
|  | ダラム城とダラム大聖堂                                                 | イギリス               | 緩衝地域の拡大       |
|  | ストーンヘンジ、エーヴベリーと関連する遺跡群                           | イギリス               | 緩衝地域の拡大       |
|  | ウェストミンスター宮殿、ウェストミンスター寺院および聖マーガレット教会 | イギリス               | 緩衝地域の拡大       |
|  | リヴィウ歴史地区の建造物群                                             | ウクライナ             | 緩衝地域の拡大       |
|  | タリン歴史地区（旧市街）                                               | エストニア             | 緩衝地域の拡大       |
|  | スレバルナ自然保護区                                                   | ブルガリア             | 緩衝地域の拡大       |
|  | ヴィエリチカ岩塩坑                                                     | ポーランド             | 緩衝地域の拡大       |
|  | リスボンのジェロニモス修道院とベレンの塔                               | ポルトガル             | 緩衝地域の拡大       |
|  | バーレーン要塞 - ディルムンの古代の港と首都                            | バーレーン             | 緩衝地域の拡大       |
|  | アグテレク・カルストとスロバキア・カルストの洞窟群                     | ハンガリー/ スロバキア | 緩衝地域の縮小       |
|  | ケルン大聖堂                                                           | ドイツ                 | 緩衝地域の再設定     |
|  | バルセロナのカタルーニャ音楽堂とサン・パウ病院                         | スペイン               | 緩衝地域の再設定     |

## 名称変更
以下の3件について、当該国の要請に基づく名称変更が承認された。
|                                | 旧登録名 | 旧登録名                               | 新登録名 | 新登録名                                 |
| ------------------------------ | -------- | -------------------------------------- | -------- | ---------------------------------------- |
| 南アフリカ共和国               | 旧       | グレーター・セント・ルシア湿地公園     | 新       | イシマンガリソ湿地公園                   |
| 南アフリカ共和国               | 旧       | Greater St Lucia Wetland Park          | 新       | iSimangaliso Wetland Park                |
| 南アフリカ共和国               | 旧       | Parc de la zone humide de Sainte-Lucie | 新       | Parc de la zone humide d’iSimangaliso    |
| スウェーデン/ · フィンランド · | 旧       | クヴァルケン群島とヘーガ・クステン     | 新       | ヘーガ・クステンとクヴァルケン群島       |
| スウェーデン/ · フィンランド · | 旧       | Kvarken Archipelago / High Coast       | 新       | High Coast / Kvarken Archipelago         |
| スウェーデン/ · フィンランド · | 旧       | Archipel de Kvarken / Haute Côte       | 新       | Haute Côte / Archipel de Kvarken         |
| スイス                         | 旧       | ユングフラウ＝アレッチ＝ビーチホルン   | 新       | スイス・アルプスのユングフラウとアレッチ |
| スイス                         | 旧       | Jungfrau-Aletsch-Bietschhorn           | 新       | Swiss Alps Jungfrau-Aletsch              |
| スイス                         | 旧       | Jungfrau-Aletsch-Bietschhorn           | 新       | Alpes suisses Jungfrau-Aletsch           |

なお、「メキシコシティ歴史地区とソチミルコ」（ メキシコ）は「メキシコシティ歴史地区とチナンペロ・デ・ソチミルコ、トラウアク、ミルパ・アルタの文化的景観」(Historical Centre of Mexico City
and the cultural landscape of Chinanpero de Xochimilco, Tlahuac and Milpa Alta / Centre historique de Mexico et paysage culturel de Chinapero de Xochimilco, Tlahuac et
Milpa Alta) と名称変更することを申請していたが、ICOMOSからは範囲の面でも「文化的景観」という分類の面でも当初の登録理由を逸脱しているという勧告が示されており、変更は見送られた。

## その他の議題

### 緩衝地域の位置づけ
従来、明確に定義されていなかった「緩衝地域」（バッファー・ゾーン）について、それが世界遺産登録範囲ではないことや、緩衝地域は世界遺産登録範囲を守るためのものであって、それ自体が顕著な普遍的価値を有するものではないことなどが、初めて定義付けられた。この定義を踏まえ、従来の「核心地域」（コア・ゾーン）という呼称が廃止され、「資産」（プロパティ）という呼称が代置された。